# Daniel Freixa i Martí
Daniel Freixa i Martí (Reus, 1854 - Barcelona, 1910) va ser un policia i investigador privat.
El seu pare era metge, i va rebre molt bona educació. Ingressà de jove al cos de policia i destacà per la seva professionalitat. Va ser inspector en cap d'ordre públic a les províncies de Tarragona, Oviedo i Barcelona, i inspector especial de vigilància a la Cort, a Madrid.
En retirar-se del servei actiu, el 1888 fundà a Barcelona l'empresa «La Vigilancia y Seguridad Mercantil», que sota l'aparença d'una oficina d'informes comercials actuava en realitat com una primitiva agència de detectius privats. Freixa utilitzava una ampla xarxa d'informadors pels seus treballs d'investigació. Molt aviat va obrir delegacions a Madrid, Bilbao, València i Sevilla. Va dirigir els periòdics El Proteccionista on explicava casos criminals, i La Mútua Urbana y Mercantil sobre seguretat a les empreses. Publicà El mundo del crimen: reseña típico-histórica de la criminalidad moderna en todo cuanto abarca el código penal. Barcelona: Impr. de Luís Tasso Serra, 1888. 2 vols., i La policia moderna: secretos de la criminalidad contemporanea. Barcelona: Seix, editor, 1893. 2 vols. Se'l considera un precursor de les agències de detectius privats.